# Chrysogorgia calypso
Chrysogorgia calypso is een zachte koraalsoort uit de familie Chrysogorgiidae. De koraalsoort komt uit het geslacht Chrysogorgia. Chrysogorgia calypso werd in 1988 voor het eerst wetenschappelijk beschreven door Bayer & Stefani.